# Rejon zwinogródzki
Rejon zwinogródzki (ukr. Звенигородський район) – rejon we wschodniej części Ukrainy, w obwodzie czerkaskim, ze stolicą w mieście Zwinogródka. Jego powierzchnia wynosi 5271,5 km², zaś liczba ludności wynosi 193,8 tys. osób.
Na terenie rejonu znajduje się 17 hromad:
- 4 miejskie:
  - Bahaczewe(inne języki)
  - Zwinogródka(inne języki)
  - Talne(inne języki)
  - Szpoła(inne języki)
- 5 sełyszcznych(inne języki):
  - Wilszana(inne języki)
  - Jerky(inne języki)
  - Katerynopil(inne języki)
  - Łysianka(inne języki)
  - Stebliw(inne języki)
- 8 wiejskich:
  - Bużanka(inne języki)
  - Wynohrad(inne języki)
  - Wodzianiki(inne języki)
  - Łypjanka(inne języki)
  - Matusiw(inne języki)
  - Mokra Kałyhirka(inne języki)
  - Sełyszcze(inne języki)
  - Szewczenkowe(inne języki)

## Historia
Rejon został utworzony 19 lipca 2020 roku decyzją Rady Najwyższej z 17 lipca 2020 roku o przeprowadzeniu reformy administracyjno-terytorialnej Ukrainy. W jego skład weszły dotychczasowe rejony: 
- horodyszczeński
- katerynopilski
- korsuński
- łysiański
- szpołański
- talneński
- zwinogródzki

## Zobacz
- Rejon zwinogródzki (1923-2020)